# Asura depuncta
Asura depuncta är en fjärilsart som beskrevs av Max Wilhelm Karl Draudt. Asura depuncta ingår i släktet Asura och familjen björnspinnare. Inga underarter finns listade i Catalogue of Life.